# Ákos Elek
Ákos Elek (né le 21 juillet 1988 à Ózd) est un joueur de football international hongrois. Il joue au poste de milieu défensif.

## Biographie

### Carrière en club

#### Kazincbarcika SC
Elek a commencé sa carrière dans le club de deuxième division hongroise de Kazincbarcikai SC en 2005. Il a marqué son premier but contre Makó FC.

#### Videoton FC
En 2008, Elek a signé un contrat avec le Videoton FC. Il a joué son premier match contre le BFC Siófok, le 26 juillet 2006. 
Ákos Elek joue deux matchs en Ligue des champions avec l'équipe du Videoton FC lors de l'année 2011. 

#### Eskişehirspor
Le 18 janvier 2012, il est prêté au club turc d'Eskişehirspor pour un durée d'un an.

#### Diósgyőri VTK
Le 25 juillet 2012, Elek a été signé pour le club hongrois de Diósgyőr.

#### Changchun Yatai
Le 18 janvier 2015, Elek a signé un contrat de deux ans avec le club chinois du Changchun Yatai.

### Carrière internationale
Ákos Elek reçoit sa première sélection en équipe de Hongrie le 5 juin 2010 lors d'un match amical contre les Pays-Bas.
Le 10 août 2011, il inscrit son premier but en sélection lors d'un match amical contre l'Islande.

## Palmarès
- Champion de Hongrie en 2011 avec le Videoton FC
- Vainqueur de la Coupe de la Ligue hongroise en 2009 avec le Videoton FC et en 2014 avec Diósgyőri
- Vainqueur de la Supercoupe de Hongrie en 2011 avec le Videoton FC
- Finaliste de la Coupe de Hongrie en 2011 avec le Videoton FC et en 2014 avec Diósgyőri
- Vainqueur de la Coupe d'Azerbaidjan : 2017